# Targi (Spiel)
Targi ist ein Kartenspiel und die erste Veröffentlichung des deutschen Spieleautors Andreas Steiger. Das Spiel erschien 2012 bei Kosmos, für die grafische Gestaltung zeichnet Franz Vohwinkel verantwortlich. Targi gewann 2012 den „À-la-carte-Kartenspielpreis“ und war unter anderem für die Auszeichnung „Kennerspiel des Jahres“ nominiert.

## Handlung und Hintergrund
Targi ist die Bezeichnung für einen männlichen Angehörigen der Tuareg, ein im zentralen Westafrika lebendes Berbervolk. Zu den Aufgaben der Targi gehört unter anderem auch der Handel, der eine wesentliche Rolle im Spiel einnimmt. Als Stammesführer entsenden beide Spieler ihre Stammesmitglieder, um Datteln, Salz, Pfeffer und Gold zu erwerben, die wiederum gegen bestimmte Vorteile für den eigenen Stamm eingetauscht werden können. Eigentliches Ziel ist dabei das Sammeln von möglichst vielen Siegpunkten.
Das Spielmaterial umfasst:
- 80 Karten (45 Stammeskarten, 19 Warenkarten, 16 Randkarten)
- je Spieler 3 Targi-Figuren und 2 Stammesmarker
- 1 Räuberfigur
- 30 Warenplättchen (je 10× Datteln, Salz und Pfeffer)
- 8 Goldmünzen
- 15 Siegpunkt-Marker

Ursprünglich sollte das Spiel Tuareg heißen. Unter diesem Namen erschien jedoch bereits 2011 ein Kartenspiel von Francesco Berardi bei Adlung-Spiele. Trotz der thematischen Ähnlichkeit besteht zwischen beiden Spielen keine Verbindung.
Die in einigen Kritiken bemängelte zu geringe Zahl an Siegpunktplättchen begründete der Autor im Anschluss damit, dass ursprünglich vorgesehen war, die Siegpunktplättchen mit Zahlen zu bedrucken, dies bei der Umsetzung des Materials jedoch offenbar vergessen wurde. In der zweiten Auflage wurde dieser Mangel behoben, seitdem sind die Siegpunktmarker mit den Zahlenwerten 1, 3 und 5 bedruckt.

## Spielablauf
Vor Spielbeginn wird ein „Spielplan“ aus 5×5 Karten zusammengelegt. Die 16 Randkarten bilden den stets gleichbleibenden Rahmen, die fehlenden neun Karten in der Mitte werden aus den zuvor getrennt gemischten und verdeckt gestapelten Stammes- und Warenkarten ergänzt. Jeder Spieler erhält seine Figuren und Marker, je zwei Handelsgüter sowie eine Goldmünze und vier Siegpunkte. Der Räuber beginnt neben einer der Randkarten.
Der Spielverlauf ist in Runden unterteilt. Zu Beginn jeder Runde wird der Räuber auf die jeweils nächste Randkarte weitergesetzt, diese kann von den Spielern in der Runde nicht genutzt werden. Handelt es sich dabei um eine Eckkarte, verlieren beide Spieler einige Handelsgüter, Gold oder Siegpunkte. Nun platzieren die Spieler abwechselnd ihre drei Targi-Figuren auf jeweils noch unbesetzte Randkarten. Dabei dürfen die vier Eckkarten, die Karte mit dem Räuber sowie Positionen gegenüber einer gegnerischen Figur nicht genutzt werden. Aus der Platzierung der Figuren ergeben sich im Kartenfeld in der Mitte automatisch ein bis zwei „Schnittpunkte“, die mit den Stammesmarkern versehen werden. Es folgt die Auswertung aller auf diese Weise markierten Karten:
- Randkarten ergänzen entweder den Vorrat eines Spielers um Handelswaren oder ermöglichen das Ausführen von bestimmten Aktionen. Sie bleiben nach der Nutzung unverändert liegen.
- Warenkarten in der Mitte dienen dem Erwerb von Handelswaren, Gold oder Siegpunkten und werden nach ihrer Auswertung aus dem Spiel genommen.
- Stammeskarten bringen stets Siegpunkte sowie oftmals einen weiteren Vorteil, kosten den Spieler jedoch eine bestimmte Menge an Handelswaren und/oder Gold. Die Vorteile wirken zum Teil sofort (beispielsweise erhält der Gegner für die kommende Runde einen Nachteil), bei Spielende (Extrapunkte für bestimmte gesammelte Karten) oder für jede der folgenden Runden (Erhalt zusätzlicher Handelsgüter). Erworbene Stammeskarten nehmen die Spieler an sich und legen sie in ihrer Auslage ab. Hierbei spielt das auf jede Stammeskarte aufgedruckte Symbol noch eine Rolle, da bestimmte Symbolkombination bei Spielende zusätzliche Siegpunkte geben.

Die aus dem Kartenfeld genommenen Karten werden durch neue von den Kartenstapeln ersetzt, anschließend beginnt eine neue Runde. Das Spiel endet, wenn ein Spieler seine Auslage auf 12 Stammeskarten ergänzen konnte, andernfalls nach spätestens 16 Runden, wenn der Räuber das vierte Eckfeld erreicht. Es gewinnt jeweils der Spieler mit den meisten Siegpunkten.

## Ausgaben und Erweiterungen
Targi wurde von dem Kindergärtner Andreas Steiger entwickelt und erschien 2012 in der Reihe Spiele für Zwei bei Kosmos. Aufgrund des Erfolgs wurde es in der Folge auch in zahlreichen anderen Sprachen verlegt, darunter auf Englisch (Z-Man Games), Italienisch (Giochi Uniti, Stupor Mundi), Griechisch (Kaissa Chess & Games), Spanisch (Devir, als Tuareg), Französisch (Filosofia Édition), Niederländisch (999 Games) und Japanisch (Group SNE). Für die englischen und die meisten europäischen Versionen wurde ein neues Cover-Artwork erstellt, das eine Gruppe von Targi mit Kamelen zeigt. Die japanische Ausgabe zeigt ebenfalls ein eigenes Cover im Manga-Stil, in dem Bild ist eine Anspielung auf das Originalcover enthalten. Bei Ausgaben ab 2018, mit der zweiten Auflage in deutscher Sprache, erschienen allerdings auch die jeweils zweiten Auflagen auf Englisch und Französisch, die polnische Ausgabe sowie Ausgaben in Chinesisch und Koreanisch mit dem Originalcoverbild.
2015 erschien im Brettspiel Adventskalender von Frosted Games eine Mini-Erweiterung für das Spiel mit insgesamt acht Action Tokens, die im Spiel eingesetzt werden. Eine offizielle Erweiterung zum Spiel erschien 2016 ebenfalls bei Kosmos, auch diese wurde in mehrere Sprachen übersetzt. 2020 veröffentlichte Andreas Steiger ein Set mit alternativen Randkarten und veröffentlichte diese privat als Gratis-PDF zum Ausdrucken. 2022 erschien mit der Bonus-Box eine zweite offizielle Erweiterung des Spiels. Diese Box enthält mehrere Module, die im Spiel ergänzt werden können.

## Auszeichnungen und Kritiken
2012 wurde Targi mit dem „À-la-carte-Kartenspielpreis“ ausgezeichnet und stand ferner auf der Nominierungsliste zum „Kennerspiel des Jahres“. In ihrer Begründung hierzu schreibt die Jury Spiel des Jahres:

„In der kleinen Schachtel steckt ein vergleichsweise großes und spannendes Strategiespiel mit lang anhaltendem Spielreiz. Dieser liegt vor allem im pfiffigen Schnittpunkt-Mechanismus begründet, der für beide Kontrahenten immer wieder Dilemmata bereithält. Nur selten kommt man bei allen Wunschaktionen zum Zuge. Doch welche Option sollte Priorität genießen? Während man überlegt, versetzen einen die stimmungsvollen Zeichnungen auf den Karten gut in die Tuareg-Kultur.“

Targi erreichte den 6. Platz beim „Deutschen Spiele Preis“ und war ferner bei den International Gamers Awards in der Kategorie „General Strategy: 2-Player“ nominiert.
Die Kritiken zu Targi fielen durchweg positiv bis sehr positiv aus. Insbesondere lobten die Rezensenten den innovativen und gelungenen Platzierungsmechanismus, die stimmige Mischung aus Taktik und Glück sowie die sich daraus ergebende Spieltiefe. Vielen gefiel darüber hinaus auch die einfach gehaltene grafische Gestaltung. Mehrere Rezensenten bemängelten jedoch die zu geringe Anzahl an enthaltenen Siegpunktplättchen.